# دان متسون
دان متسون (انگلیسی: Don Matheson؛ ‏۵ اوت ۱۹۲۹ – ۲۹ ژوئن ۲۰۱۴) یک سرباز ارتش آمریکا، افسرِ پلیس شهر دیترویت و بازیگر اهل ایالات متحده آمریکا بود.
از فیلم‌ها یا برنامه‌های تلویزیونی که وی در آن نقش داشته است می‌توان به سرزمین غول‌پیکران اشاره کرد.
وی همچنین برنده جوایزی همچون نشان ستاره برنزی و پرپل هارت شده است.